# DSA-467
La DSA-467 es una carretera perteneciente a la Red Secundaria de la Diputación Provincial de Salamanca que une la  SA-324  con la localidad de Ahigal de los Aceiteros.

## Origen y Destino
La carretera  DSA-467  tiene su origen en Ahigal de los Aceiteros en la intersección con las carreteras  SA-324 , y termina en el casco urbano de Ahigal de los Aceiteros, formando parte de la Red de carreteras de Salamanca.